# Carinotetraodon irrubesco
Espèce
Statut de conservation UICN

 LC  : Préoccupation mineure
Carinotetraodon irrubesco est une espèce de poissons d'eau douce de la famille des Tetraodontidae (ordre des Tetraodontiformes).

## Répartition
Ce poisson est endémique d'Indonésie. Il ne se rencontre que dans les provinces du Sumatra du Sud et du Kalimantan occidental.

## Description
Carinotetraodon irrubesco peut mesurer jusqu'à 44 mm, queue non comprise.

## Classification
Le nom valide complet (avec auteur) de ce taxon est Carinotetraodon irrubesco Tan (d), 1999.

### Étymologie
Son épithète spécifique, du latin irrubesco, « rougir », fait référence aux nageoires dorsale et caudale de couleur rouge des mâles matures.

### Publication originale
- (en) H. H. Tan, « A new species of Carinotetraodon from Sumatra and Borneo and validity of C. borneensis (Teleostei: Tetraodontidae) », Ichthyological Exploration of Freshwaters, Allemagne, vol. 10, no 4,‎ décembre 1999, p. 345-354 (ISSN 0936-9902).